# Liste der Biografien/Forn
Liste der Biografien |
Portal Biografien |
Personensuche
# |
A |
B |
C |
D |
E |
F |
G |
H |
I |
J |
K |
L |
M |
N |
O |
P |
Q |
R |
S |
T |
U |
V |
W |
X |
Y |
Z |
?
 
Fa |
Fe |
Ff |
Fh |
Fi |
Fj |
Fk |
Fl |
Fm |
Fn |
Fo |
Fr |
Ft |
Fu |
Fy
 
Foa |
Fob |
Foc |
Fod |
Foe |
Fof |
Fog |
Foh |
Foi |
Foj |
Fok |
Fol |
Fom |
Fon |
Foo |
Fop |
For |
Fos |
Fot |
Fou |
Fov |
Fow |
Fox |
Foy |
Foz
 
Fora |
Forb |
Forc |
Ford |
Fore |
Forf |
Forg |
Fori |
Forj |
Fork |
Forl |
Form |
Forn |
Foro |
Forq |
Forr |
Fors |
Fort |
Foru |
Forw |
Fory |
Forz
Die Liste der Biografien führt alle Personen auf, die in der deutschsprachigen Wikipedia einen Artikel haben. Dieses ist eine Teilliste mit 85 Einträgen von Personen, deren Namen mit den Buchstaben „Forn“ beginnt.

## Forn

### Forna
- Forna, Aminatta (* 1964), britische Schriftstellerin, Dozentin für Literatur
- Fornabaio, Francesco (1957–2014), italienischer Kunstflugpilot
- Fornaciari, Bruno (1881–1959), italienischer Politiker und der erste faschistische Präfekt von Mailand
- Fornaciari, Irene (* 1983), italienische SängerinIrene Fornaciari (* 1983)

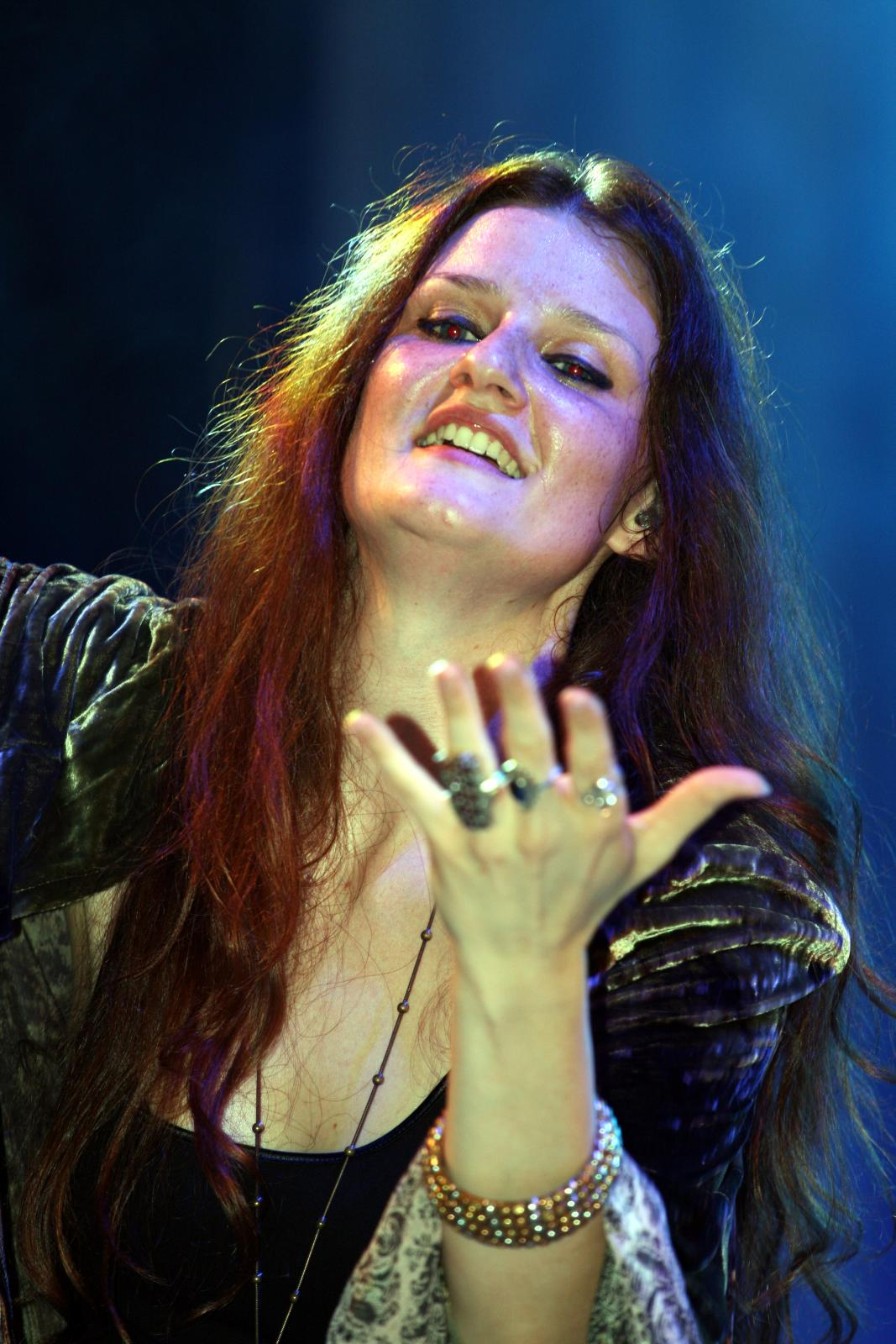
Irene Fornaciari (* 1983)

- Fornaciari, Paolo (* 1971), italienischer Radrennfahrer
- Fornaciari, Raffaello (1837–1917), italienischer Romanist und Italianist
- Fornaciari, Roberto (* 1963), italienischer Ordensgeistlicher, römisch-katholischer Bischof von Tempio-Ampurias
- Fornaçon, Monika (* 1964), deutsche Fußballschiedsrichterin
- Fornaçon, Siegfried (1910–1987), deutscher evangelischer Theologe und Schiffshistoriker
- Fornæss, Dag (* 1948), norwegischer Eisschnellläufer
- Fornæss, John Erik (* 1946), norwegischer Mathematiker
- Fornahl, Rainer (1947–2014), deutscher Politiker (SPD), MdB
- Fornal, Jan (* 1995), polnischer Volleyballspieler
- Fornalczyk, Bogusław (* 1937), polnischer Radrennfahrer
- Fornalik, Waldemar (* 1963), polnischer Fußballspieler und -trainer
- Fornallaz, Pierre (1924–2011), Schweizer Pionier der Solartechnologie
- Fornals, Pablo (* 1996), spanischer Fußballspieler
- Fornalska, Małgorzata (1902–1944), polnische Kommunistin
- Fornance, Joseph (1804–1852), US-amerikanischer Politiker
- Fornara, Pasquale (1925–1990), italienischer Radrennfahrer
- Fornarelli, Kekko (* 1978), italienischer Jazzmusiker (Piano, Komposition)
- Fornari, Carmine (* 1951), italienischer Filmregisseur und Drehbuchautor
- Fornari, Raffaele (1787–1854), italienischer Geistlicher, Kurienkardinal
- Fornarini, Eduardo (1887–1967), italienischer Musikpädagoge und Komponist
- Fornaris, Erick (* 1979), kubanischer Wasserspringer
- Fornaro, Peter (* 1973), Schweizer Wissenschaftler
- Fornaro, Tanja (* 1973), deutsche Schauspielerin
- Fornaroli, Bruno (* 1987), australischer Fußballspieler
- Fornaroli, Leonardo (* 2004), italienischer Rennfahrer
- Fornasari, Luciano († 1859), italienischer Opernsänger (Bass)
- Fornasetti, Piero (1913–1988), italienischer Maler und Bildhauer
- Fornasier, Jochen (* 1968), deutscher Klassischer Archäologe
- Fornasier, Luigino (* 1982), italienischer Grasskiläufer
- Fornasier, Matteo (* 1977), deutscher Rechtswissenschaftler
- Fornasier, Michel (* 1978), Schweizer Motivationstrainer, Comicautor, Keynote-Speaker und Moderator
- Fornasier, Michele (* 1993), italienischer Fußballspieler
- Fornay, Mira (* 1977), slowakische Regisseurin
- Fornazari, Matheus (* 1995), brasilianisch-italienischer Fußballspieler

### Fornb
- Förnbacher, Helmut (* 1936), Schweizer Schauspieler

### Fornd
- Forndran, Erhard (1938–2018), deutscher Politikwissenschaftler
- Forndran, Georg von (1807–1866), deutscher Politiker, Bürgermeister von Augsburg

### Forne
- Forné Molné, Marc (* 1946), andorranischer Politiker, Regierungschef von Andorra (1994–2005), Jurist
- Fornefeld, Barbara (* 1954), deutsche Hochschullehrerin für Pädagogik
- Fornell, Angelika (* 1954), deutsche Schauspielerin
- Fornell, Romain (* 1976), französischer Koch
- Fornells i Vilar, Andreua (1890–1967), katalanische Sopranistin und Musikpädagogin
- Fornenbergh, Anna van, niederländische Schauspielerin
- Fornenbergh, Cornelia van, niederländische Schauspielerin
- Fornenbergh, Dorotea van, niederländische Schauspielerin
- Fornenbergh, Johanna van († 1728), niederländische Schauspielerin
- Fornenbergh, Susanna van, niederländische Schauspielerin
- Förner, Christian (1609–1678), deutscher Orgelbauer
- Förner, Friedrich († 1630), Generalvikar und Weihbischof in BambergFriedrich Förner († 1630)

Friedrich Förner († 1630)

- Forner, Helga (1936–2004), deutsche Gesangspädagogin und Professorin für Gesang
- Forner, Lola (* 1960), spanische Schauspielerin
- Forner, Raquel (1902–1988), argentinische Malerin
- Forneret, Xavier (1809–1884), französischer Schriftsteller
- Fornero, Elsa (* 1948), italienische Wirtschaftswissenschaftlerin, Hochschullehrerin und Ministerin
- Fornerod, Constant (1819–1899), Schweizer Politiker und Rechtswissenschaftler
- Fornerod, Rodolphe (1877–1953), Schweizer Kunstmaler
- Fornes, Charles V. (1844–1929), US-amerikanischer Unternehmer und Politiker
- Fornés, María Irene (1930–2018), US-amerikanische Dramatikerin und Regisseurin
- Fornet-Betancourt, Raúl (* 1946), kubanischer Philosoph
- Fornet-Ponse, Thomas (* 1979), deutscher katholischer Theologe
- Forney, Alan (* 1960), US-amerikanischer Ruderer
- Forney, Alva Clark (1871–1956), US-amerikanischer Politiker
- Forney, Chris (1878–1912), US-amerikanischer Tennisspieler
- Forney, Daniel Munroe (1784–1847), US-amerikanischer Politiker
- Forney, David (* 1940), US-amerikanischer Informatiker
- Forney, John Horace (1829–1902), General der Konföderierten im Amerikanischen Bürgerkrieg
- Forney, Kynan (* 1978), US-amerikanischer American-Football-Spieler
- Forney, Peter (1756–1834), US-amerikanischer Politiker
- Forney, William Henry (1823–1894), US-amerikanischer Jurist, Politiker und General der Konföderierten im Amerikanischen Bürgerkrieg
- Fornezzi, Sašo (* 1982), slowenischer Fußballspieler

### Forni
- Forni, Carlo Antonio (1810–1881), Schweizer Anwalt und Politiker (FDP), Tessiner Staatsrat und Ständerat
- Forni, Efrem (1889–1976), italienischer Geistlicher, Kardinal der römisch-katholischen Kirche
- Forni, Emilio (1883–1946), Schweizer Bauingenieur, Politiker, Stadtrat, Tessiner Grossrat und Staatsrat
- Forni, Jules (1838–1901), französischer Politiker und Lyriker
- Forni, Raffaele (1906–1990), Schweizer Geistlicher, römisch-katholischer Erzbischof und Diplomat des Heiligen Stuhls
- Forni, Raymond (1941–2008), französischer Politiker (PS), Mitglied der Nationalversammlung, MdEP
- Fornia, Carl (* 1968), deutscher Musiker

### Forno
- Fornoff, Matthias (* 1963), deutscher Journalist und ModeratorMatthias Fornoff (* 1963)

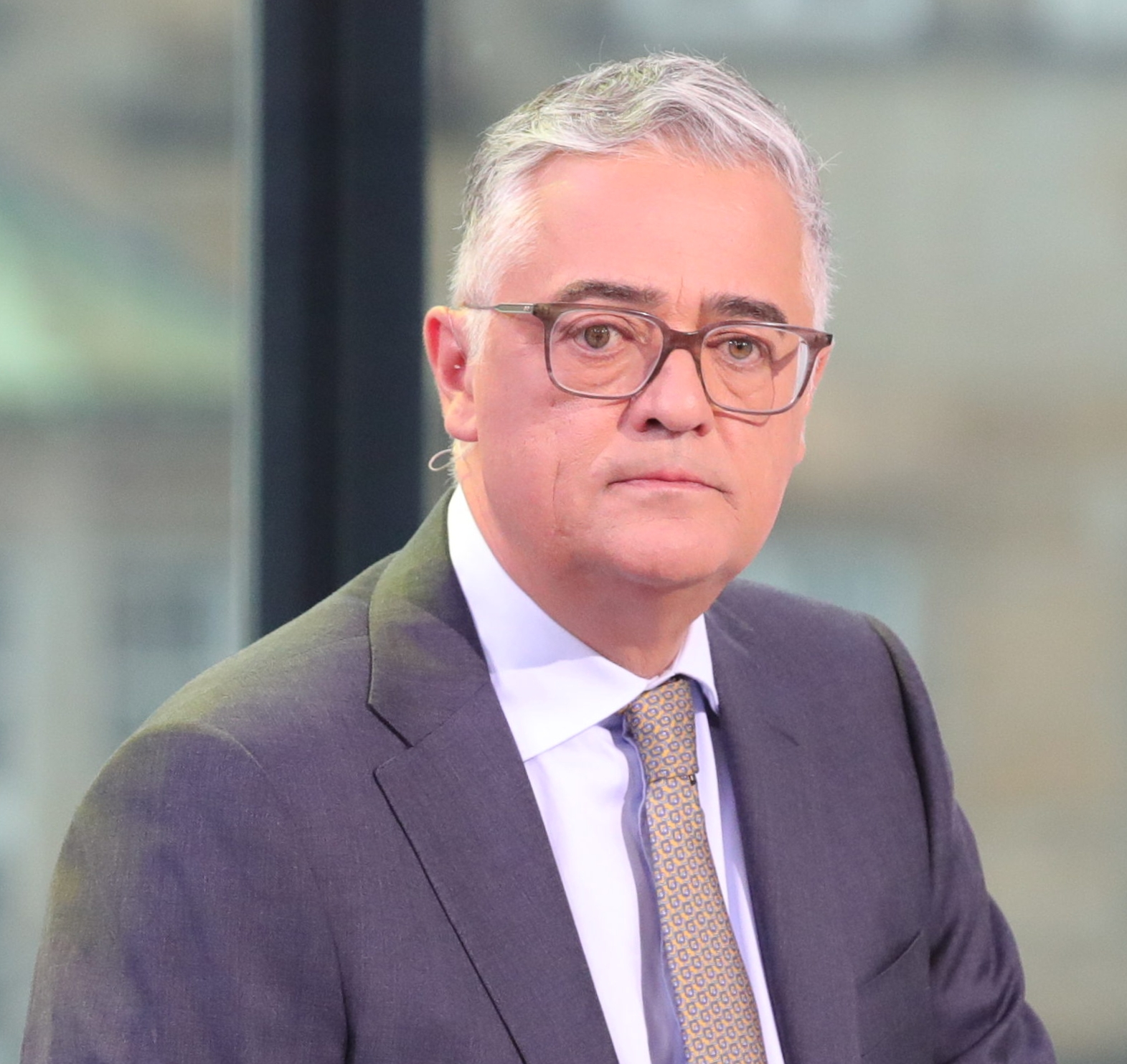
Matthias Fornoff (* 1963)

- Fornoni, Antonio (1825–1897), Bürgermeister von Venedig
- Fornoni, Giacomo (1939–2016), italienischer Radrennfahrer, Olympiasieger im Radsport

### Forns
- Forns, Romà († 1942), spanischer Fußballspieler und -trainer